# Río Sajama
Le Río Sajama est un cours d'eau de Bolivie qui naît des flancs du Nevado Sajama et coule dans l'Altiplano pour se jeter dans le Rio Lauca.